# Нічого приховувати
Аргумент «нічого приховувати» стверджує, що у людей немає причин боятися або протистояти програмам стеження, якщо вони не бояться, що це розкриє їхню незаконну діяльність. Особа, яка використовує цей аргумент, може стверджувати, що звичайній людині не варто турбуватися про державний нагляд, оскільки їй «нема чого приховувати».

## Історія
На ранній випадок цього аргументу посилався Генрі Джеймс у своєму романі 1888 року Ревербератор:
Якби ці люди робили погані речі, їм було б соромно за себе, і він не міг би їх пожаліти, а якщо вони цього не робили, то не треба було так галасувати про те, що інші люди знають.
Аптон Сінклер, також посилався на подібний аргумент у своїй книзі «Прибутки релігії», опублікованій у 1917 році:
Була відкрита не тільки моя власна пошта, а й пошта всіх моїх родичів і друзів — людей, які проживали в таких віддалених місцях, як Каліфорнія та Флорида. Я пригадую м’яку посмішку урядовця, якому я поскаржився з цього приводу: «Якщо тобі нема чого приховувати, тобі нема чого боятися». Я відповів, що вивчення багатьох трудових справ навчило мене методам агента-провокатора. Він цілком охоче візьме реальні докази, якщо зможе їх знайти; але якщо ні, то він ознайомився зі справами своєї жертви і може створити докази, які будуть переконливими, якщо їх використає жовта преса.
Девіз «Якщо вам нема чого приховувати, то вам нема чого боятися» використовувався в програмі відеоспостереження, що практикується в Сполученому Королівстві.

## Поширеність
Цей аргумент зазвичай використовується в дискусіях щодо приватності. Джефрі Стоун, вчений-юрист, сказав, що використання аргументу є «занадто поширеним». Брюс Шнайєр, експерт із безпеки даних і криптограф, описав це як «найпоширенішу репліку проти прихильників приватності». Колін Дж. Беннетт, автор книги «The Privacy Advocates», сказав, що прихильник приватності часто «мусить постійно спростовувати» цей аргумент. Беннетт пояснив, що більшість людей «проходять через своє повсякденне життя, вважаючи, що процеси спостереження спрямовані не на них, а на злодіїв і правопорушників», і що «домінуючим є те, що механізми спостереження спрямовані на інших», незважаючи на «докази того, що моніторинг поведінки особистості став рутинним і буденним».
Етнографічне дослідження, проведене Аною Візеу, Ендрю Клементом і Джейн Аспінал, показало, що особи з вищим соціально-економічним статусом не так стурбовані спостереженням, як їх колеги. В іншому дослідженні, що стосується технологій покращення приватності, Візеу та ін. відмітили дотримання вимог щодо приватності користувачів. Обидва дослідження пояснюють таке ставлення аргументом про те, що нічого приховувати.
Якісне дослідження, проведене для уряду Сполученого Королівства приблизно у 2003 році виявили, що самозайняті чоловіки спочатку використовували аргумент «нічого приховувати», а потім перейшли до суперечки, в якій вони сприймали стеження як неприємність, а не загрозу.
Візеу та ін., сказали, що аргумент "був добре задокументований у літературі про приватність як камень спотикання на шляху розвитку прагматичних стратегій захисту приватності, і він також пов'язаний з неоднозначним та символічним характером самого терміна «приватність». Вони пояснили, що приватність — це абстрактне поняття, і людей це хвилюватиме лише тоді, коли їх приватність зникне. Крім того, вони порівнюють втрату приватності з людьми, які знають, що виснаження озонового шару і глобальне потепління є негативними подіями, але що «негайні вигоди від водіння автомобіля на роботу або використання лаку для волосся переважують часто невидимі втрати забруднення навколишнього середовища».

## Критика
Едвард Сноуден зауважив: "Сперечатися про те, що ви не піклуєтеся про право на приватність, тому що вам нема чого приховувати, не відрізняється від того, що говорити, що вас не хвилює свобода слова, тому що вам нічого сказати. " Він вважав, що «нічого приховувати» — це відмова від права на приватність, яке має захищати уряд.
Деніел Солов заявив у статті для «The Chronicle of Higher Education», що він виступає проти цього аргументу. Він вважав, що уряд може розповсюдити інформацію про особу і завдати їй шкоди, або використати інформацію про особу, щоб відмовити в доступі до послуг, навіть якщо людина насправді не вчиняла протиправних дій. Уряд може завдати шкоди особистому життю, роблячи помилки. Солов писав: «Якщо брати участь безпосередньо, аргумент „нічого приховувати“ може привести в пастку, оскільки він змушує зосередити дебати на своєму вузькому розумінні приватності. Але коли стикається з безліччю проблем приватності, пов'язаних з збором даних урядом і використання поза наглядом і розкриттям, аргумент про те, що нічого приховувати, зрештою, не має що сказати».
Адам Д. Мур, автор книги «Права на приватність: моральні та юридичні основи», стверджував, «це точка зору, що права є стійкими до аргументів витрат/вигод або консеквенціалістичних аргументів. Тут ми відкидаємо думку, що інтереси приватності є речами, які можна обміняти на безпеку». Він також заявив, що стеження може непропорційно вплинути на певні групи суспільства на основі зовнішнього вигляду, етнічної приналежності, сексуальності та релігії.
Брюс Шнайєр, експерт із комп'ютерної безпеки та криптограф, висловив заперечення, посилаючись на твердження кардинала Рішельє: «Якби хтось давав мені шість рядків, написаних рукою найчеснішої людини, я б щось знайшов у щоб його повісити», маючи на увазі, як уряд держави може знайти аспекти в житті людини, щоб притягнути до відповідальності або шантажувати цю особу. Шнайєр також стверджував, що фактичним вибором є «свобода проти контролю» замість «безпека проти приватності».
Гарві Сілверглейт підрахував, що звичайна людина в середньому несвідомо вчиняє три злочини на день у США.
Еміліо Мордіні, філософ і психоаналітик, стверджував, що аргумент «нічого приховувати» є парадоксальним за своєю суттю. Людям не потрібно мати «щось приховувати», щоб «щось приховувати». Те, що приховано, не обов'язково має значення, стверджує Мордіні. Натомість, він стверджує, що інтимна зона, яка може бути як прихованою, так і обмеженою для доступу, необхідна, оскільки, психологічно кажучи, ми стаємо індивідами через відкриття, що ми можемо щось приховати від інших.
Джуліан Ассанж погодився з Джейкобом Епплбаумом і заявив, що «масове спостереження — це масова структурна зміна. Коли суспільство вчиняє погано, воно забере вас із собою, навіть якщо ви найприязніша людина на землі».
Ігнасіо Кофоне, професор права, стверджував, що цей аргумент є помилковим за власними словами, оскільки, коли люди розкривають релевантну інформацію іншим, вони також розкривають нерелевантну інформацію. Ця нерелевантна інформація має витрати на приватність і може призвести до іншої шкоди, наприклад до дискримінації.
Спростовуючи цей аргумент, Верховний суд Індії встановив, що право на приватність є основним правом громадян Індії.